# Вилле-ле-Сек (Мёрт и Мозель)
Вилле́-ле-Сек (фр. Villey-le-Sec) — коммуна во французском департаменте Мёрт и Мозель региона Лотарингия. Относится к кантону Туль-Сюд.

## География
Вилле-ле-Сек расположен в 55 км к югу от Меца и в 16 км к западу от Нанси. Соседние коммуны: Гондревиль на севере, Марон и Сексе-о-Форж на юго-востоке, Пьер-ла-Треш на западе, Доммартен-ле-Туль и Туль на северо-западе.
Находится в излучине Мозеля.

## История
- На территории коммуны обнаружены каменные предметы периода неолита.
- На территории коммуны находятся следы галло-романской культуры, в частности здесь находилась усадьба Videliacus Aridus, возможно, от имени владельца Videlius.
- Деревня основана в VII веке.
- Часть коммуны разрушена в конце Второй мировой войны.

## Демография
Население коммуны на 2010 год составляло 416 человек.
| 1962 | 1968 | 1975 | 1982 | 1990 | 1999 | 2010 |
| ---- | ---- | ---- | ---- | ---- | ---- | ---- |
| 216  | 162  | 214  | 233  | 239  | 340  | 416  |

## Достопримечательности
- Форт Вилле-ле-Сек, фортификационное сооружение 19 века, входил в систему Сере де Ривьера.
- Туристический парк Железная дорога форта Вилле-ле-Сек.
- Музей Сере де Ривьера при форте Вилле-ле-Сек.